# كأس الاتحاد الإفريقي 2002
كأس الاتحاد الإفريقي 2002 هو الموسم 11 من كأس الاتحاد الأفريقي للأندية. أقيم خلال الفترة 8 مارس 2002 وحتى 24 نوفمبر 2002، وأشرف على تنظيمه الاتحاد الأفريقي لكرة القدم، وكان عدد الأندية المشاركة فيه 31، وفاز فيه شبيبة القبائل.